# Heilbronn Hauptbahnhof
Heilbronn Hauptbahnhof (kurz: Heilbronn Hbf) ist der größte und bedeutendste Personenbahnhof der baden-württembergischen Großstadt Heilbronn. Seit 1848 gibt es eine Schienenverbindung in die Stadt, seit 1874 befindet sich der Hauptbahnhof am heutigen Standort. Das ursprüngliche Empfangsgebäude, welches durch Luftangriffe im Zweiten Weltkrieg zerstört wurde, ist nach dem Krieg durch einen bis heute genutzten Neubau im Stil der Nachkriegsmoderne ersetzt worden. Dieser steht heute als Zeugnis der Architektur der 1950er-Jahre unter Denkmalschutz.
Im Laufe der Zeit hat sich der Hauptbahnhof zu einem Knotenpunkt im Regionalverkehr entwickelt, da hier die Bahnstrecken von Mannheim beziehungsweise Heidelberg, Karlsruhe und Crailsheim auf die Strecke der Frankenbahn von Stuttgart nach Würzburg treffen. Seit 2001 verkehren zudem Stadtbahnzüge, die nach dem sogenannten Karlsruher Modell betrieben werden, über den Vorplatz des Bahnhofes.
Täglich werden am Bahnhof insgesamt rund 14.000 Reisende und Besucher sowie rund 315 An- und Abfahrten gezählt.

## Lage
Der Hauptbahnhof liegt etwa einen Kilometer westlich der Stadtmitte von Heilbronn auf einer knapp einen Kilometer breiten Insel, die im Osten vom Neckar-Altarm und im Westen vom Neckarkanal umflossen wird. Jenseits des Neckarkanals im Südwesten liegt der nahe Heilbronner Güterbahnhof. Der ziemlich genau östlich verlaufende Straßenzug mit Bahnhofstraße, Friedrich-Ebert-Brücke (über den Neckar-Altarm) und Kaiserstraße verbindet den Hauptbahnhof mit dem historischen Zentrum Heilbronns um den Marktplatz.

## Geschichte

### Erster Bahnhof von 1848

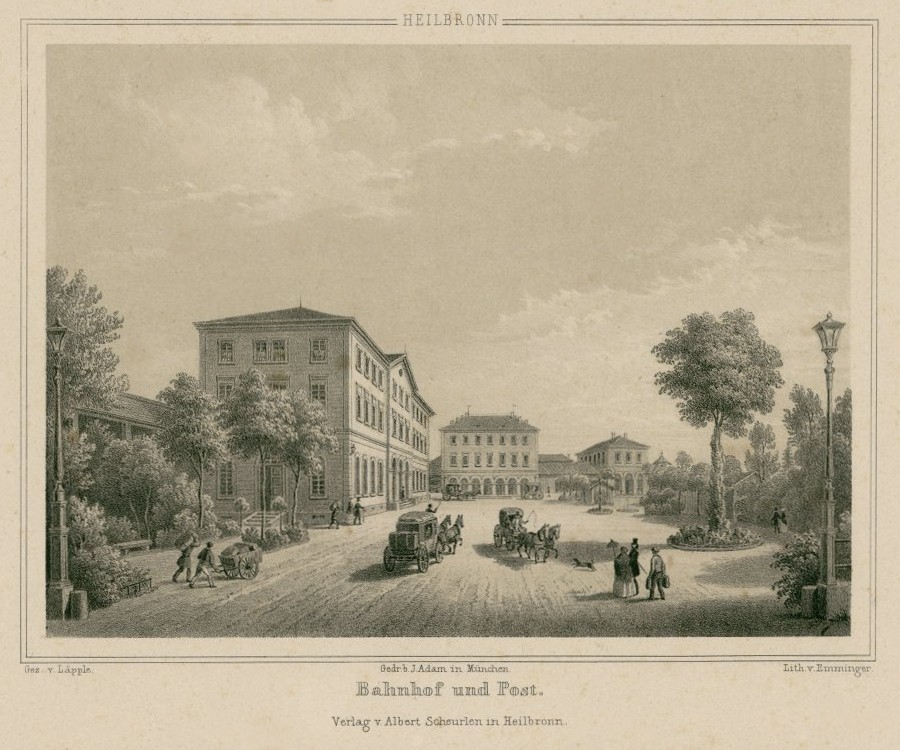
Lithographie des ersten Heilbronner Bahnhofes, Zustand etwa 1855

Nachdem im Jahre 1835 erstmals eine von Lokomotiven betriebene Eisenbahnlinie in Deutschland eröffnet worden war, nahmen die verschiedenen deutschen Staaten in der Folgezeit zahlreiche Neubauten von Schienenstrecken in Angriff. In diesem Zuge errichteten die Königlich Württembergischen Staats-Eisenbahnen in den Jahren 1844 bis 1848 die Nordbahn als Schienenverbindung der Landeshauptstadt Stuttgart mit dem weiter nördlich gelegenen Heilbronn.

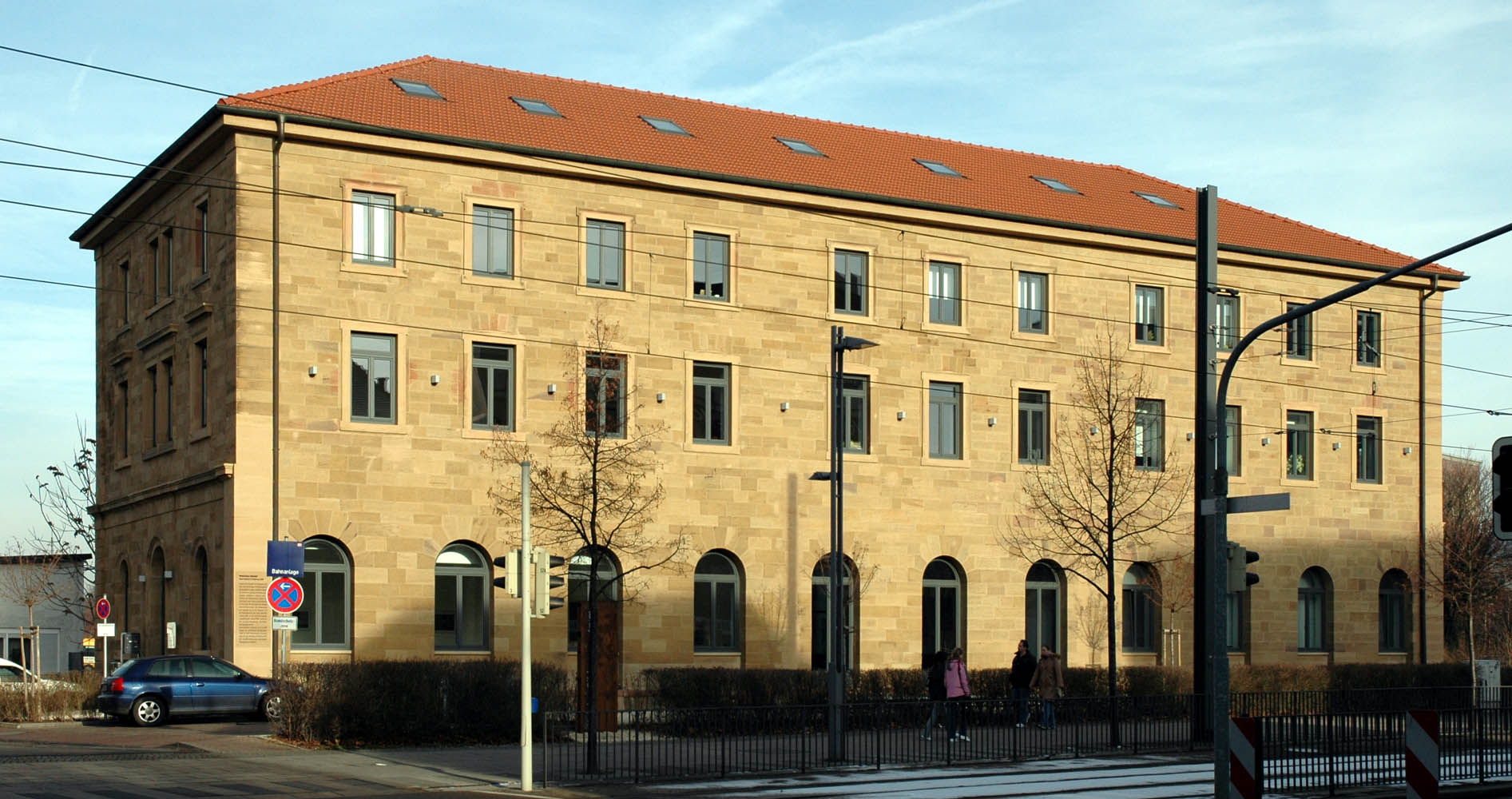
Empfangsgebäude des alten Bahnhofs 2007

Dies machte auch den Bau eines Kopfbahnhofes mit Empfangsgebäude in Heilbronn notwendig. Mit der Planung dieses Baus wurde der Eisenbahningenieur und Architekt Karl Etzel beauftragt, der in den Jahren 1848/1849 ein markantes dreigeschossiges Gebäude aus Heilbronner Sandstein im Rundbogenstil des Klassizismus entstehen ließ. Das Gebäude wurde allerdings erst ein Jahr nach Fertigstellung der Bahnlinie am 2. August 1849 eröffnet, die Wartesäle folgten am 16. August 1849. Die Gleise lagen zu der Zeit noch im Verlauf der heutigen Bahnhofstraße, der Bahnhofsvorplatz befand sich auf der der Stadt abgewandten Seite.
Mit der Eröffnung der Kocherbahn nach Schwäbisch Hall am 4. August 1862 und der Verlängerung der Nordbahn bis nach Jagstfeld (heute: Bad Friedrichshall Hbf) am 11. September 1866 stand fest, dass die bisherige Bahnhofsanlage den wachsenden Verkehr nicht mehr bewältigen können würde. Dies führte zum Bau des zweiten Bahnhofs, welcher unweit seines Vorgängers im Jahre 1874 eröffnet wurde. Das Gebäude des ersten Heilbronner Bahnhofs blieb dennoch bestehen, brannte allerdings beim Luftangriff auf die Stadt am 4. Dezember 1944 aus. Bereits 1948 wurde es aber unter Verwendung einer neuen, vereinfachten Dachkonstruktion wieder genutzt. Es diente der Deutschen Bundesbahn in der Nachkriegszeit für Registratur und Verwaltung und beherbergte Sozialräume des Bahn-Unternehmens Regional Bus Stuttgart. So konnte das Gebäude als Kulturdenkmal bis heute erhalten werden. Seit seiner Restaurierung für 3,5 Millionen Euro in den Jahren 2004 und 2005 beherbergt es die Leitung und Verwaltung des Heilbronner Kolping-Bildungswerks sowie dessen Abendgymnasium.

### Zweiter Bahnhof von 1874

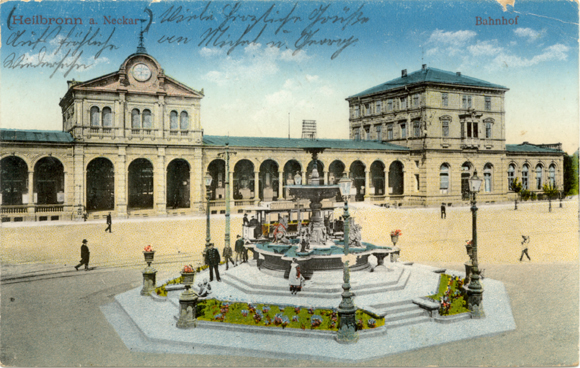
Empfangsgebäude des neuen Bahnhofs um etwa 1900

Die Änderung der Streckenführung und die Intensivierung des Verkehrs führten 1874 zur Eröffnung des zweiten Bahnhofes der Stadt an der heutigen Stelle. Der Bahnhof entstand als Durchgangsbahnhof mit nördlich des Gebäudes liegenden Gleisen. Das Empfangsgebäude wurde nach Plänen von Conrad Schurr und Otto Bonhöffer im Stil der Neorenaissance errichtet.
In diese Zeit fielen auch die Planungen um eine Schienenverbindung zwischen Heilbronn und Karlsruhe, welche als Kraichgaubahn am 10. Oktober 1878 zuerst im Abschnitt zwischen Heilbronn und Schwaigern eröffnet wurde, bevor ab dem 7. August 1880 die Strecke auf ganzer Linie in Betrieb genommen werden konnte.

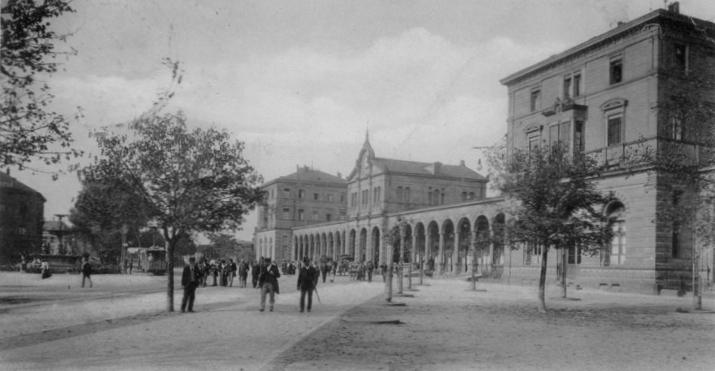
Bahnhofsvorplatz und damaliger Hauptbahnhof im Jahre 1904

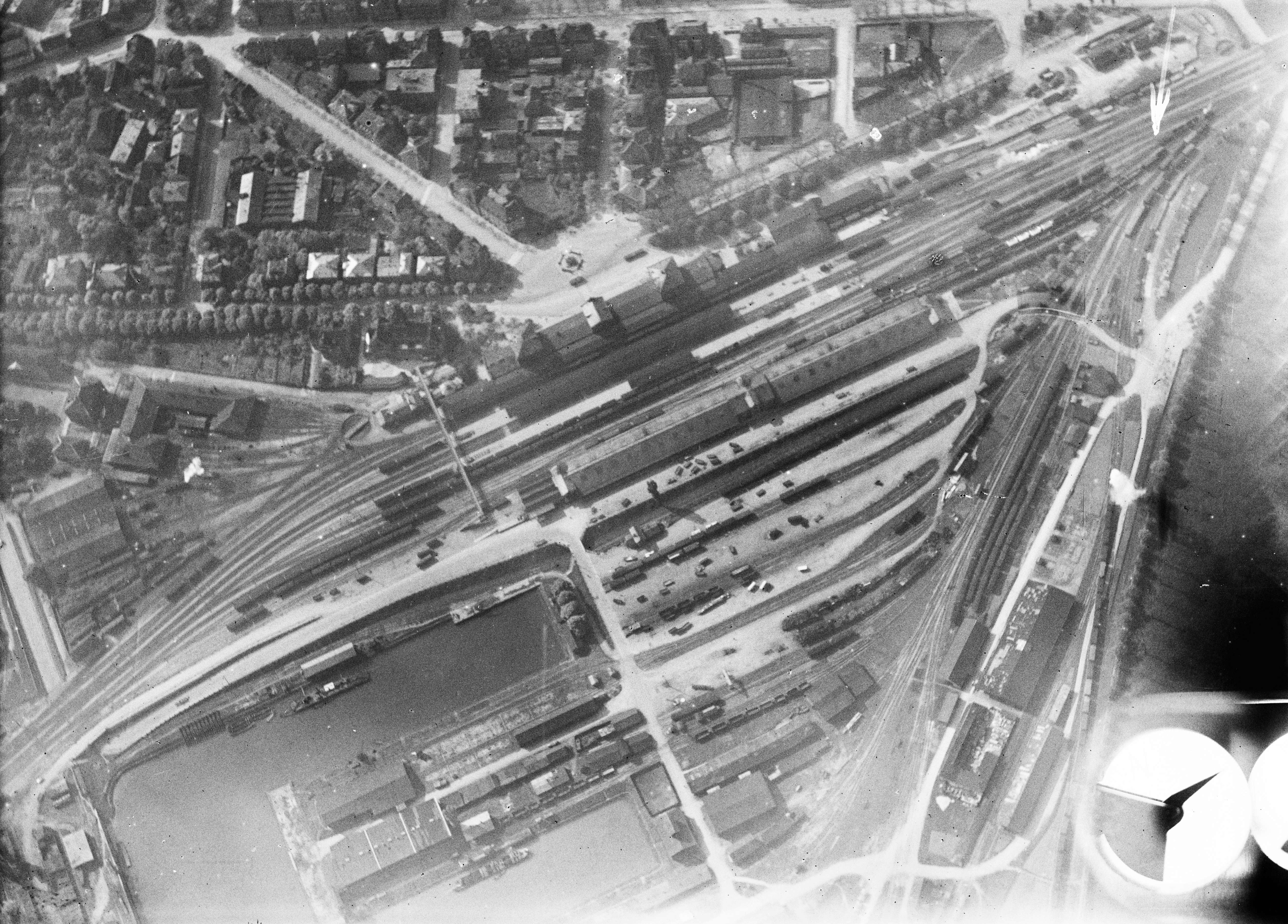
Luftbild des Bahnhofs und seiner Umgebung im Jahre 1918

Am 1. Dezember 1896 begannen die Arbeiten zum Bau einer Straßenbahn in Heilbronn, deren Stammlinie vom Hauptbahnhof zur Harmonie und weiter zur Füsilierkaserne am 29. Mai 1897 den Betrieb aufnahm. Bis 1928 wurde das Liniennetz der Heilbronner Straßenbahn weiter ausgebaut, eine Seitenlinie verband den Hauptbahnhof mit dem Heilbronner Südbahnhof, wo in die Züge der im Dezember 1900 eröffneten Bottwartalbahn nach Marbach am Neckar umgestiegen werden konnte.
Beim verheerenden Luftangriff auf Heilbronn am 4. Dezember 1944 wurde das Empfangsgebäude zerstört. Weiteren Schaden nahm das Gebäude bei Straßenkämpfen im Jahr 1945.
Zu einem merkwürdigen Ereignis kam es nach Ende des Zweiten Weltkrieges in der Ruine des zerstörten Bahnhofs. Der später berühmt gewordene Künstler Joseph Beuys kam als heimkehrender Soldat mit einem Zug abends am Heilbronner Hauptbahnhof an, wo ihm ein Beamter die für seine Weiterfahrt benötigten Papiere hätte aushändigen sollen. Da dieser sich aber weigerte, bedeutete dies, dass Beuys im Wartesaal des Hauptbahnhofs hätte übernachten müssen. Um dies zu verhindern, schlug Beuys den Mann um und schaltete in der zerstörten Schalterhalle des Bahnhofsgebäudes den Hauptstrom für den Bahnhof ab. Im anschließend entstehenden Chaos konnte Beuys seine beschlagnahmten Papiere entwenden und seine Fahrt unbemerkt fortsetzen. Sein bekannt gewordenes Zitat

„Die Mysterien finden im Hauptbahnhof statt, nicht im Goetheanum.“

bezieht sich auf diesen Umstand. Die von ihm als Aktion Hauptstrom bezeichnete Tat findet sich auch in einigen seiner Werke wieder.
Im Jahr 1956 wurden schließlich die Ruinen des zerstörten Empfangsgebäudes abgerissen. Die Fundamente wurden aber beim Bau des heutigen Empfangsgebäudes von 1958 weiter verwendet.

### Umbauten und Sanierung seit den 1990er Jahren
Mit der Einstellung der Abfertigung der Wagenladungen im Güterverkehr am Bahnhof Schwaigern (Württ) übernahm der Heilbronner Hauptbahnhof zunächst die Abfertigung für Schwaigern.
Seit dem 1. Januar 1997 ist der Heilbronner Hauptbahnhof Teil des neugeschaffenen Verkehrsverbundes Heilbronner Nahverkehr, in dessen Zone A er sich befindet.
Ende der 1990er Jahre wurde die Verbindungskurve von der Kraichgaubahn in den Bahnhofsteil Heilbronn Gbf (Strecke 4911), die im Bahnhofsteil Heilbronn Hbf Em endete, stillgelegt. Anfang der 2000er Jahre wurde das westliche Gleisvorfeld umgebaut, um die Strecke der Stadtbahn Heilbronn dort beginnen zu lassen.

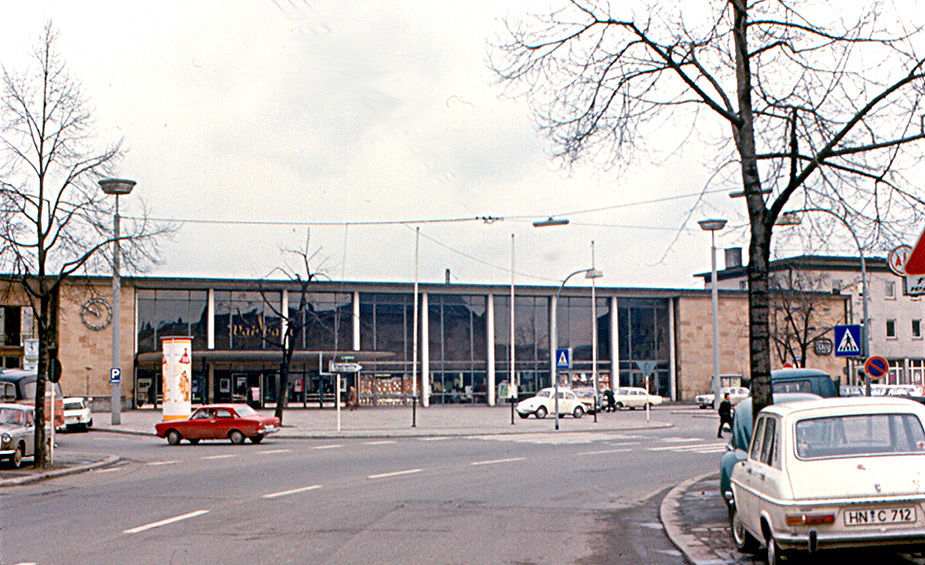
Die Straßenseite des Bahnhofsgebäudes 1970, damals noch ohne die heute bestehende Stadtbahnhaltestelle

Im Zuge des Programms Renaissance der Bahnhöfe ließ die Deutsche Bahn um die Jahrtausendwende die Empfangshalle des Bahnhofs teilweise umbauen. Mit dem Ziel, bisher nicht genutzte Bereiche für die Reisenden nutzbar zu machen, entstand in der ehemaligen Gepäckaufbewahrung ein neues DB Reisezentrum nach dem Design von Michele de Lucchi. Ein besonderes Augenmerk lag dabei darauf, die ursprüngliche Innenarchitektur des Bahnhofs wieder verstärkt herauszuarbeiten. Der ursprüngliche Lagerkeller der Bahnhofsgaststätte, welcher sich etwa auf Höhe der Unterführung befindet, wurde zu einem Hygienezentrum mit angeschlossenem Bereich für Schließfächer umgebaut. Diese Maßnahmen kosteten die Deutsche Bahn damals 3,7 Millionen D-Mark. Zusätzlich wurden auch die heutige Bahnhofsbuchhandlung und ein Betriebsrestaurant neu geschaffen.
2011 wurden vier Personenaufzüge zu den Bahnsteigen eingebaut, was etwa 3,1 Millionen Euro kostete.
Am 5. August 2012 fand aus Anlass des 150-jährigen Jubiläums der Hohenlohebahn ein Bahnhofsfest statt, das auch vom baden-württembergischen Verkehrsminister Winfried Hermann besucht wurde. Ein Sonderzug in Form des historischen Fernzugs TEE Rheingold brachte die Ehrengäste von Heilbronn weiter zum Öhringer Hauptbahnhof.
Die bereits für die Jahre 2012 bis 2014 geplante Erhöhung der Bahnsteige von 36 auf 55 Zentimeter samt Erneuerung der Beleuchtung und Verbesserung der Gestaltung der Unterführung wurde ab März 2017 durchgeführt und somit rechtzeitig vor der Bundesgartenschau abgeschlossen. Hierzu wurde bis Ende Juni 2017 der zu den Fahrrad- und Taxistellplätzen führende Teil des Bahnsteigdachs abgerissen.  Nach Schätzungen aus der Planungszeit sollte dies 3,6 Millionen Euro kosten, wovon die Stadt Heilbronn etwa 1 Million Euro zahlen sollte.
Im Bahnhof wurde eine Abschnittsteilung der Gleise 4 und 5 umgesetzt.
2019 nutzten pro Tag etwa 12.000 Reisende die Station.
Ende 2019 wurde die Stilllegung des Gleises 216 (ehemals Gleis 21) genehmigt.
Der Bahnhof ist einer von 16 „Zukunftsbahnhöfen“ der Deutschen Bahn, in denen neue Angebote für Reisende getestet werden.

### Unfälle
- Am 6. November 1853 ereignete sich der erste für den Heilbronner Hauptbahnhof dokumentierte Eisenbahnunfall, bei dem der Stehkessel der auf den Namen „Besigheim“ getauften Lok 11 der Klasse III der Königlich Württembergischen Staats-Eisenbahnen explodierte. Zum Zeitpunkt des Zerknalls befand sich die Dampflokomotive auf der Reinigungsgrube vor dem Lokomotivschuppen. Der Unfall forderte ein Todesopfer, drei Menschen wurden schwerverletzt. Grund für die Explosion war nicht ein Fehler des Lokomotivpersonals, sondern eine Schwachstelle in der Konstruktion. Diese wurde bei allen nachfolgenden Lokbauten beseitigt.[22]
- Am 20. Dezember 1922 überfuhr ein aus Richtung Norden kommender Güterzug das Einfahrsignal des Heilbronner Hauptbahnhofs und stieß daraufhin mit dem ihm entgegenkommenden Personenzug 406 zusammen.[23]

## Bauwerke

### Empfangsgebäude
Hellmut Kasel hatte die Bauleitung des 1958 entstandenen Hauptgebäudes inne, dem ein Vorentwurf von Emil Schuh zugrunde lag. Sein Vordach ist beispielhaft für die Flugdach-Architektur dieser Zeit.

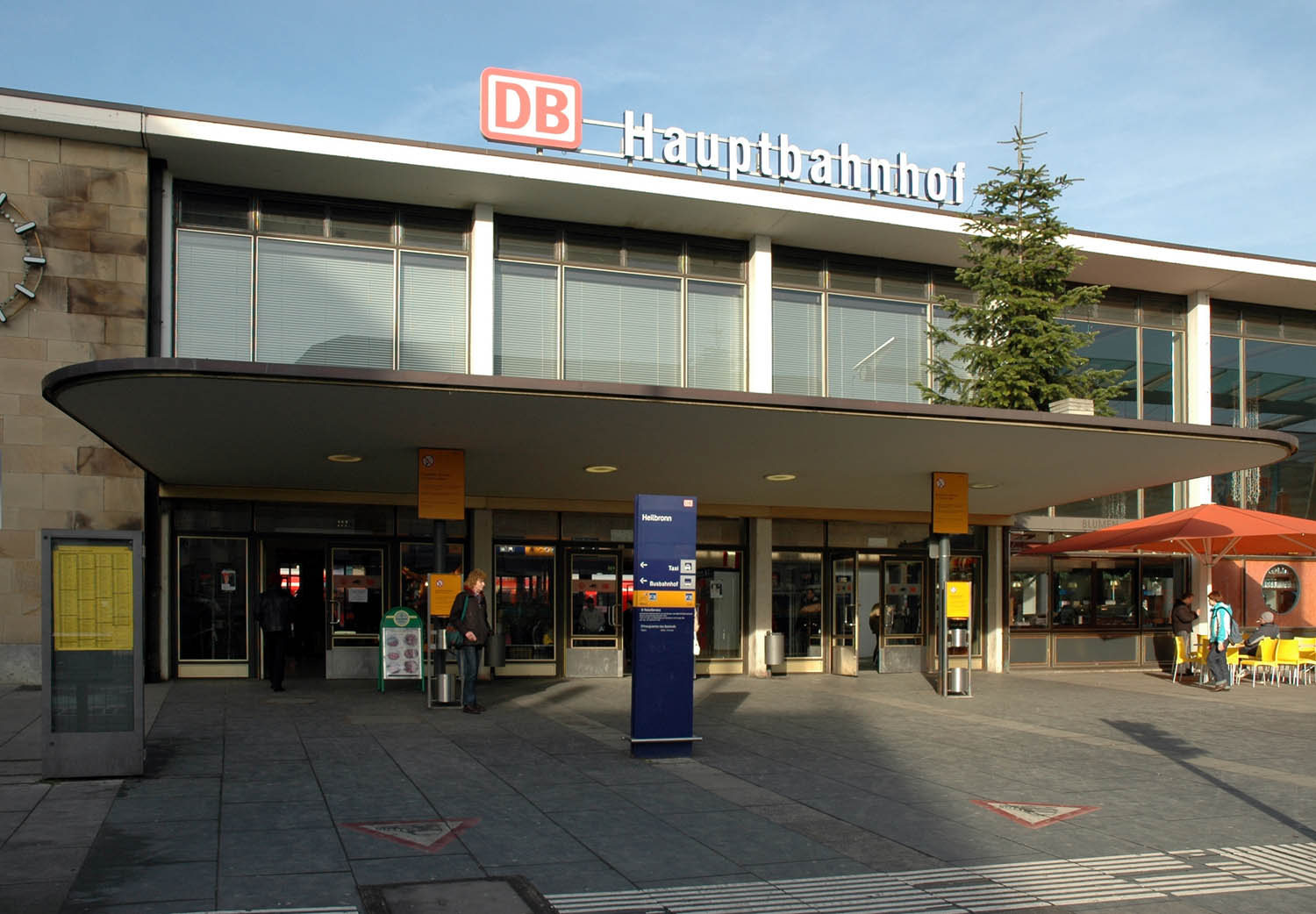
Haupteingang des Bahnhofs (Dezember 2007)

Das Empfangsgebäude ist eine 120 m lange Beton-Glas-Konstruktion; an seiner Dachhaut ist ein Kupferband angebracht. Sein mittlerer Teil ist eine 40 m lange, 11,5 m breite und 7,5 m hohe gestreckte Halle mit Glasfront. Der Fußboden der Empfangshalle ist mit Jura-Platten belegt, die Wände sind mit Jura- und Travertin-Platten verkleidet. Die Decke ist eine Rabitzkonstruktion mit Feldern aus blauem Spritzputz.
Vertikale und horizontale Linien gliedern die gesamte Empfangshalle. Die südöstliche, zur Stadt hin schauende Längsseite besteht fast ganz aus Glas. Leisten aus eloxiertem Leichtmetall gliedern die weiträumigen Verglasungen und halten sie zugleich zusammen. In der Nacht erleuchtet ein Lichtband das Flugdach vor dem Eingang.

#### Westflügel: Mädchen mit Fisch, Wandmosaik und Buntglasfenster
Südwestlich der Empfangshalle befand sich früher der Restaurantbereich; dort haben sich bis heute die Buntglasfenster von Friedrich Knödler erhalten.

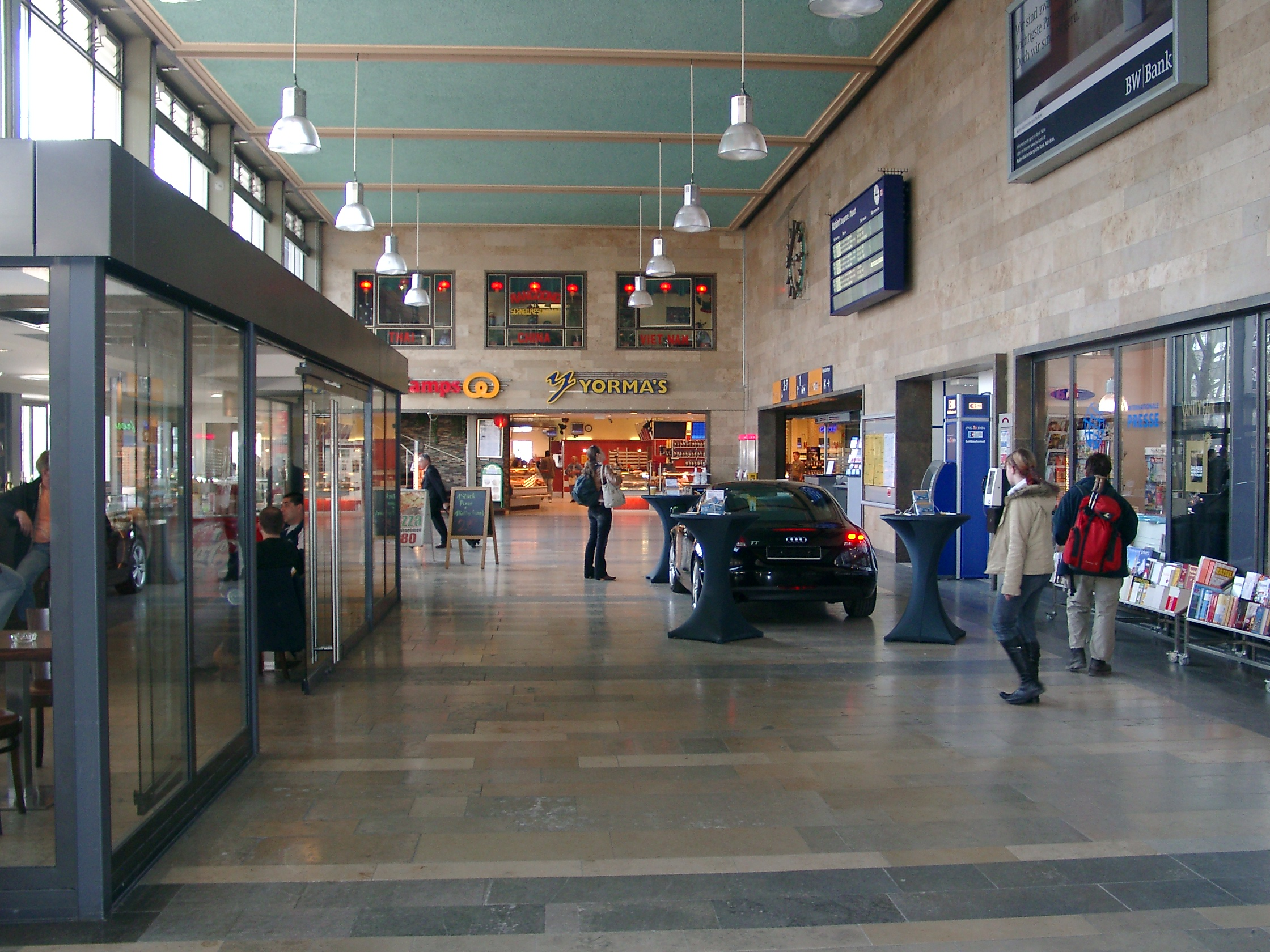
Empfangshalle (März 2007)

Dieser Südwestflügel umfasst eine große Freiterrasse im Erdgeschoss und ein Restaurant im Obergeschoss. Die Ausstattung der 1950er Jahre hat sich bis heute erhalten, Rüster- und Ahornholz verkleiden hier die Wände. Ein Wandmosaik von Friedrich Knödler soll sich im damaligen Café im Obergeschoss befunden haben. Im Treppenaufgang steht die Statue Mädchen mit Fisch von Hermann Koziol; durch seine Fenster im Obergeschoss kann man in die Empfangshalle blicken.

#### Nordostflügel: Reisen mit der Bahn – Heilbronn und die Welt
Das östliche Ende des Bahnhofs bildet ein dreigeschossiger Verwaltungsbau. An der anliegenden Wand des Empfangsgebäudes befindet sich das farbenfrohe Metallrelief aus Silikatfarbe und Schmiedeeisen aus dem Jahre 1958 von Peter Jakob Schober: Reisen mit der Bahn – Heilbronn und die Welt. Das Thema „Bundesbahn“ war Motiv für ein Wandgemälde aus Silikatfarbe, dem ein Liniengerippe aus Schmiedeeisen vorgesetzt wurde. Es werden einerseits Symbole für den Ort und andererseits Symbole für die Welt verwendet. Kilianskirche, Trauben und Industrie sollen für Heilbronn und Wasser, Eisenbahnschilder, Sonne, Gitarre und Brücke für die Welt stehen.
Im Nordostflügel sind auch die Räumlichkeiten der Heilbronner Bahnhofsmission untergebracht, welche vom Bahnsteig an Gleis 1 aus erreicht werden können.

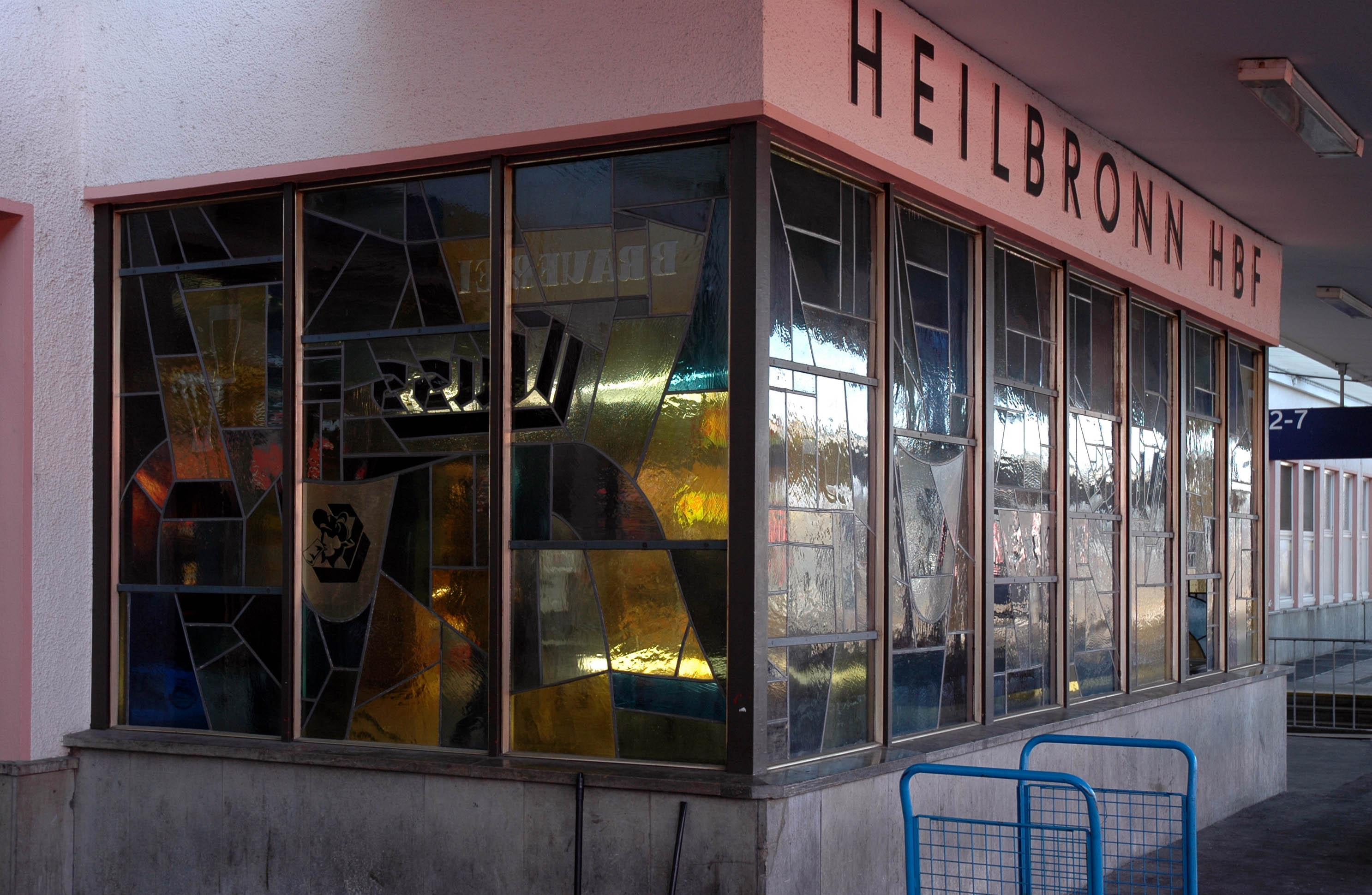
Buntglasfenster am Abgang zur Unterführung (Dezember 2007)

#### Unterführung
Die große Bahnhofshalle kann über einen Durchgangsraum, die sogenannte Sperrenhalle, zu den Bahnsteigen hin verlassen werden. Ursprünglich befanden sich hier die Bahnsteigsperren, ein Zugang zu den Zügen war also nur mit gültiger Fahrkarte oder einer Bahnsteigkarte möglich. Seit der flächendeckenden Abschaffung der Bahnsteigsperren in Westdeutschland Anfang der 1970er-Jahre können auch die Bahnsteige im Heilbronner Hauptbahnhof ohne Fahrkarte betreten werden. Im September 2017 war im Rahmen eines Kunst- und Kulturprojektes der Stadt Heilbronn für einige Zeit ein eigens zu diesem Zweck gestaltetes öffentliches Straßenpiano in der Sperrenhalle aufgestellt, das von jedem gespielt werden durfte.
Am Abgang von der Sperrenhalle in die Personenunterführung befinden sich von Valentin Saile nach Motiven von Erich Henschel geschaffene Buntglasfenster, die für die Biere der Marke „Kiliansbräu“ der Brauerei Cluss werben. Neben verschiedenen Biergläsern und dem markanten Schriftzug der Brauerei Cluss ist auch das Wappen des Kiliansbräu zu sehen, welches ein Abbild des trinkenden St. Kilian darstellt und ein großes C als Hinweis auf die Brauerei trägt. Die Cluss-Biere wurden ursprünglich in Heilbronn selbst gebraut, heute erfolgt dies durch die Brauerei Dinkelacker.
Zum Zeitpunkt der Eröffnung im Jahr 1958 besaß der Hauptbahnhof nur fünf Bahnsteiggleise, die durch eine Unterführung aus Stahlbrücken erreichbar waren. Nach 1959 kamen die neuen Bahnsteiggleise 6 und 7 hinzu, weshalb auch die Unterführung mittels einer Stahlbetonkonstruktion verlängert werden musste. Die unterschiedlichen Entstehungszeiten der Unterführung sind noch heute erkennbar. Bis 2019 wird die Unterführung modernisiert und mit einer Lichtinstallation aus verschiedenen Farben ausgestattet, um den Weg zu den Bahnsteigen heller und damit für Reisende angenehmer zu machen.

### Stellwerk

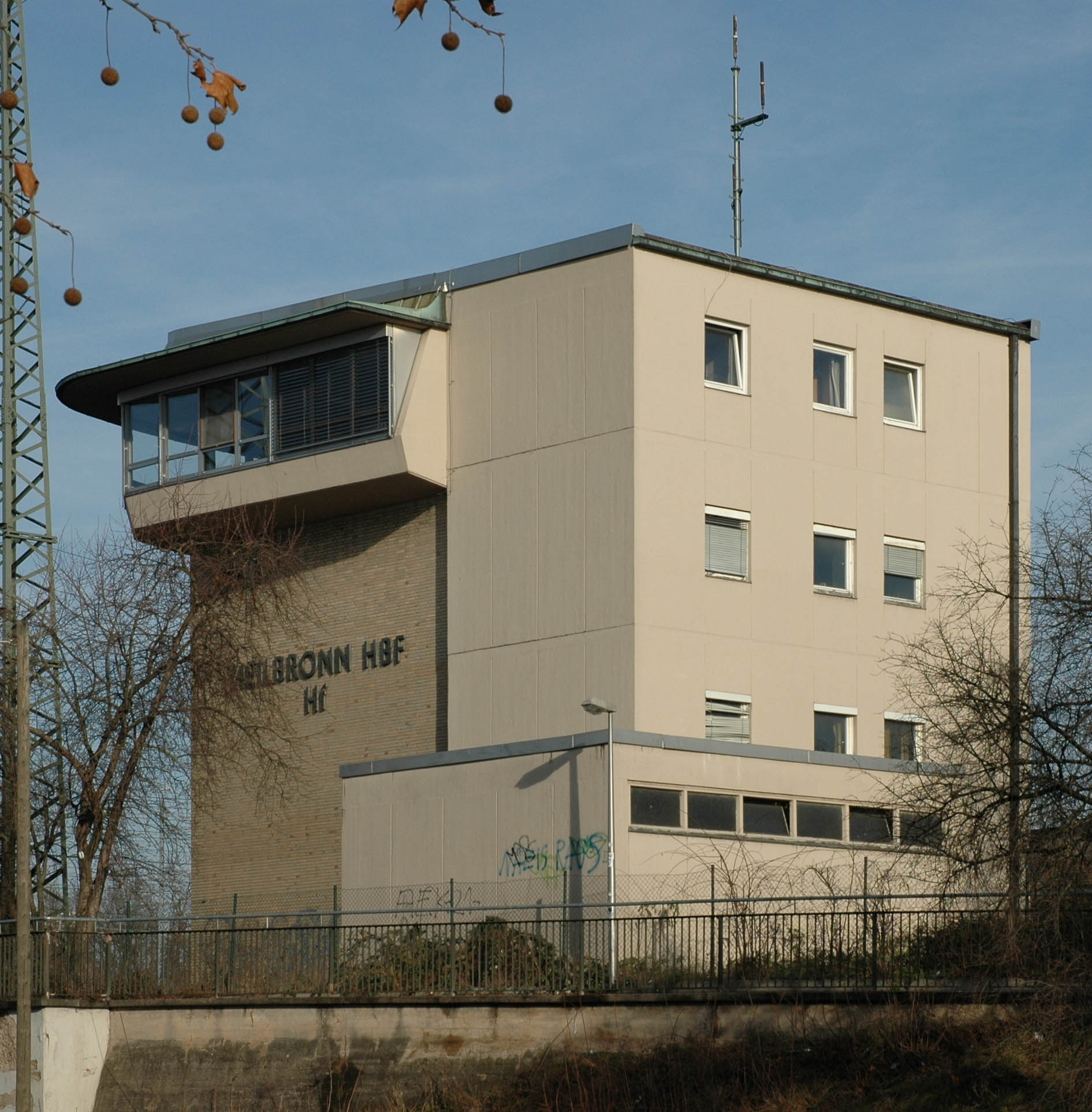
Das Stellwerk Hf aus der von den Gleisen abgewandten Richtung gesehen.

In den 1950er-Jahren waren noch zehn Stellwerke notwendig, um den Zugverkehr um den Heilbronner Hauptbahnhof steuern zu können. Erst mit dem Neubau des bis heute genutzten Relaisstellwerks Heilbronn Fahrdienstleiter (abgekürzt Hf) der Bauart Sp Dr S60 aus dem Jahre 1965 konnte die Steuerung der Züge in einem Stellwerk zusammengefasst werden. Entworfen wurde das schlichte Gebäude vom späteren Bundesbahndirektor Hellmut Kasel, der auch schon den Bau des Empfangsgebäudes am Heilbronner Hauptbahnhof leitete. Im Rahmen der Ertüchtigung der Hohenlohebahn für den Stadtbahnbetrieb im Abschnitt von Heilbronn bis Öhringen wurde dem Relaisstellwerk ein modernes elektronisches Stellwerk (ESTW) angeschlossen. Neben dem Stellwerk ist in der Regel ein Oberleitungsrevisionstriebwagen der Baureihe 708.3 abgestellt.
Das ebenfalls im Hauptbahnhof befindliche Stellwerk Heilbronn-Kanal (abgekürzt Hk) ist heute nicht mehr in Betrieb.
Erste Planungen laufen bereits, das gesamte Heilbronner Stellwerk auf ein ESTW umzurüsten.

### Bahnbetriebswerk

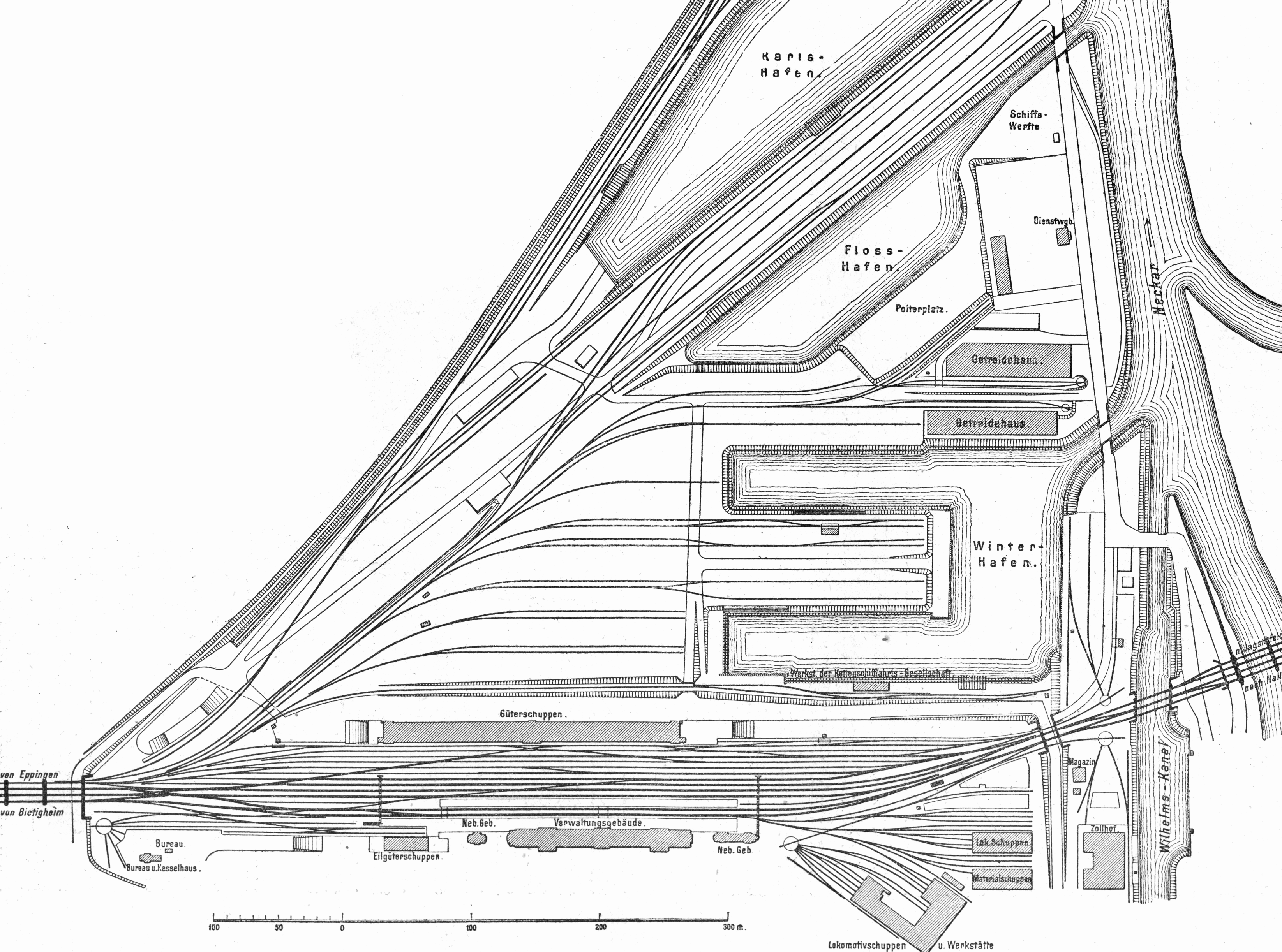
Auf dem Gleisplan von 1895 sind unten-rechts die Anlagen zur Wartung von Lokomotiven erkennbar.

Die Ursprünge des Bahnbetriebswerkes am Heilbronner Hauptbahnhof reichen bis zur Eröffnung der ersten nach Heilbronn führenden Bahnstrecke im Jahr 1848 zurück, als der damaligen Bahnhofsanlage auch ein weitläufiges Werkstättenareal angeschlossen war. Auf diesem Areal fanden sich hauptsächlich ein fünfgleisiger, rechteckiger Lokomotivschuppen mit einer Fläche von 22 auf 17 Metern sowie ein Wagenschuppen mit dazugehöriger Schiebebühne. Vor allem die Eröffnung des neuen Hauptbahnhofes 1874 und der allgemein steigende Verkehr machten in der Folgezeit zahlreiche Erweiterungen der Wartungsanlagen für Lokomotiven notwendig. Bis 1893 war die Heilbronner Betriebswerkstätte dem Werkstättenamt in Aalen unterstellt.
Mit dem Bau des Rangierbahnhofs in Böckingen musste auch die Anzahl der in Heilbronn stationierten Lokomotiven erhöht werden. Da am Hauptbahnhof keine wesentlichen Erweiterungen mehr möglich waren, entstand in den Jahren 1893 bis 1895 eine neue Werkstätte im Bereich des zukünftigen Rangierbahnhofs. Hier wurden fortan die Güter- und Rangierlokomotiven beheimatet, während die Personenzug- und Schnellzug-Lokomotiven am Hauptbahnhof verblieben.
Der erste größere Luftangriff auf die Bahnanlagen der Stadt, welcher am 10. September 1944 erfolgte, richtete lediglich einen begrenzten Schaden an. Bei der folgenschweren Bombardierung Heilbronns am 4. Dezember 1944 wurden schließlich die Anlagen des Bahnbetriebswerkes Heilbronn Hbf fast in aller Gänze zerstört. Nach den Zerstörungen des Zweiten Weltkrieges wurde das Betriebswerk Heilbronn Hbf durch deutsche und amerikanische Eisenbahner nur provisorisch wieder in einen betriebsfähigen Zustand versetzt. In den 1950er-Jahren wurde das bis dahin eigenständige Bahnbetriebswerk aufgelöst und dem nahegelegenen Bahnbetriebswerk Heilbronn-Böckingen angegliedert. Nachdem im Böckinger Betriebswerk genügend Kapazitäten frei geworden sind, wurden ab dem 1. September 1953 alle Dampflokomotiven dort unterhalten. Lediglich die Heilbronner Dieseltriebfahrzeuge wurden bis auf weiteres in den Anlagen des ehemaligen Betriebswerkes am Hauptbahnhof gewartet.
Am 1. Januar 1960 waren im ehemaligen Bahnbetriebswerk Heilbronn Hbf fünf Diesellokomotiven der Baureihe V 60, fünf Dieseltriebwagen der Baureihe VT 605, vier Schienenbusse vom Typ VT 95 und zwei Schienenbusse vom Typ VT 98 beheimatet. Dazu kamen noch acht Kleinlokomotiven der Leistungsgruppe II. Im Ausgleich für die im April 1960 ausgemusterten Dampflokomotiven der Baureihe 744-13 des Betriebswerkes Heilbronn-Böckingen wurde die Anzahl der Diesellokomotiven der Baureihe V 60 im Bereich des ehemaligen Bahnbetriebswerks Heilbronn Hbf auf 13 Stück im Juli 1960 erhöht. Ab dem 1. März 1961 wurden die Dieseltriebfahrzeuge ebenfalls im Bahnbetriebswerk Heilbronn-Böckingen ausgebessert, weshalb die Anlagen am Hauptbahnhof überflüssig wurden und daher aufgelassen werden konnten. Heute befindet sich auf dem Gelände des ehemaligen Bahnbetriebswerkes am Hauptbahnhof ein befestigter Bahnhofsparkplatz, der über 500 Stellplätze umfasst.

### ABX-Halle
In der Zeit kurz nach Ende des Zweiten Weltkrieges ließen die großen Zerstörungen der Bahnanlagen durch Bombenangriffe keinen Güterverkehr ab Heilbronn zu, stattdessen musste auf die Bahnhöfe in Neckarsulm und Bad Friedrichshall-Jagstfeld ausgewichen werden. Ab dem 1. Oktober 1945 konnte auch der Heilbronner Hauptbahnhof wieder im Güterverkehr bedient werden, wobei dieser in Ermangelung eines passenden Gebäudes vorerst unter freiem Himmel stattfinden musste. Ein 1949 errichtetes, provisorisches Gebäude stellte sich als deutlich zu klein für den stark wachsenden Verkehr heraus. Aus diesem Grund baute die Deutsche Bundesbahn ab 1951 bis zur Inbetriebnahme am 31. März 1952 eine neue Güterabfertigungshalle für Heilbronn, welche zu der Zeit als eine der modernsten in Westdeutschland galt und auch Aufenthalts- und Waschräume beinhaltete.
Die Bundesgartenschau 2019, welche in Heilbronn stattfindet, soll sich über das ehemalige Industriegelände nördlich des Hauptbahnhofs, dem sogenannten Fruchtschuppenareal, erstrecken. Die Stadt Heilbronn kaufte im Jahr 2011 die heute als ABX-Halle bezeichnete Güterabfertigungshalle von der Deutschen Bahn und will sie als Industriedenkmal in die Bundesgartenschau integrieren. Dadurch soll ein Bezug zur vormaligen Nutzung des Gartenschaugeländes hergestellt werden. In einer Planungswerkstatt legten fünf Architektenbüros ihre Konzepte für eine neue Verwendung der ABX-Halle vor. Unklar war zunächst, ob die ABX-Halle auch nach Ende der Bundesgartenschau erhalten bleiben soll, letztlich wurde sie 2020 abgerissen.

### Vorplatz

Der Bahnhofsplatz anlässlich eines Trauerzuges im Jahr 1905.

Anlässlich des Neubaus des Hauptbahnhofes von 1874 wurde die zum zukünftigen Bahnhof führende Straße ausgebaut, im Jahr 1877 erhielt die bisher als Landturmstraße bezeichnete Straße ihren heutigen Namen Bahnhofstraße. Heilbronner Fabrikanten und Kaufleute errichteten ihre Villen entlang der neuen Straße, von denen einige (Villa Münzing und Villa Adelmann) bis heute erhalten geblieben sind. In den Jahren 1887 und 1888 wurde vor dem Hauptbahnhof der Bahnhofsplatz angelegt, welcher von einem monumentalen Brunnen geprägt war. In der Folge entstanden am Bahnhofsplatz zahlreiche repräsentative Gebäude, wie etwa das Hotel Royal, das Hotel Kronprinz oder das Hotel Vaterland. Während des Zweiten Weltkrieges wurden große Teile des Bahnhofsplatzes wie auch die angrenzende Bahnhofsvorstadt und der Hauptbahnhof selbst zerstört. Übriggeblieben von der ursprünglichen Bebauung des Bahnhofsplatzes ist heute lediglich das 1906 entstandene Postamt No. 2, welches als Kulturdenkmal unter Denkmalschutz steht.

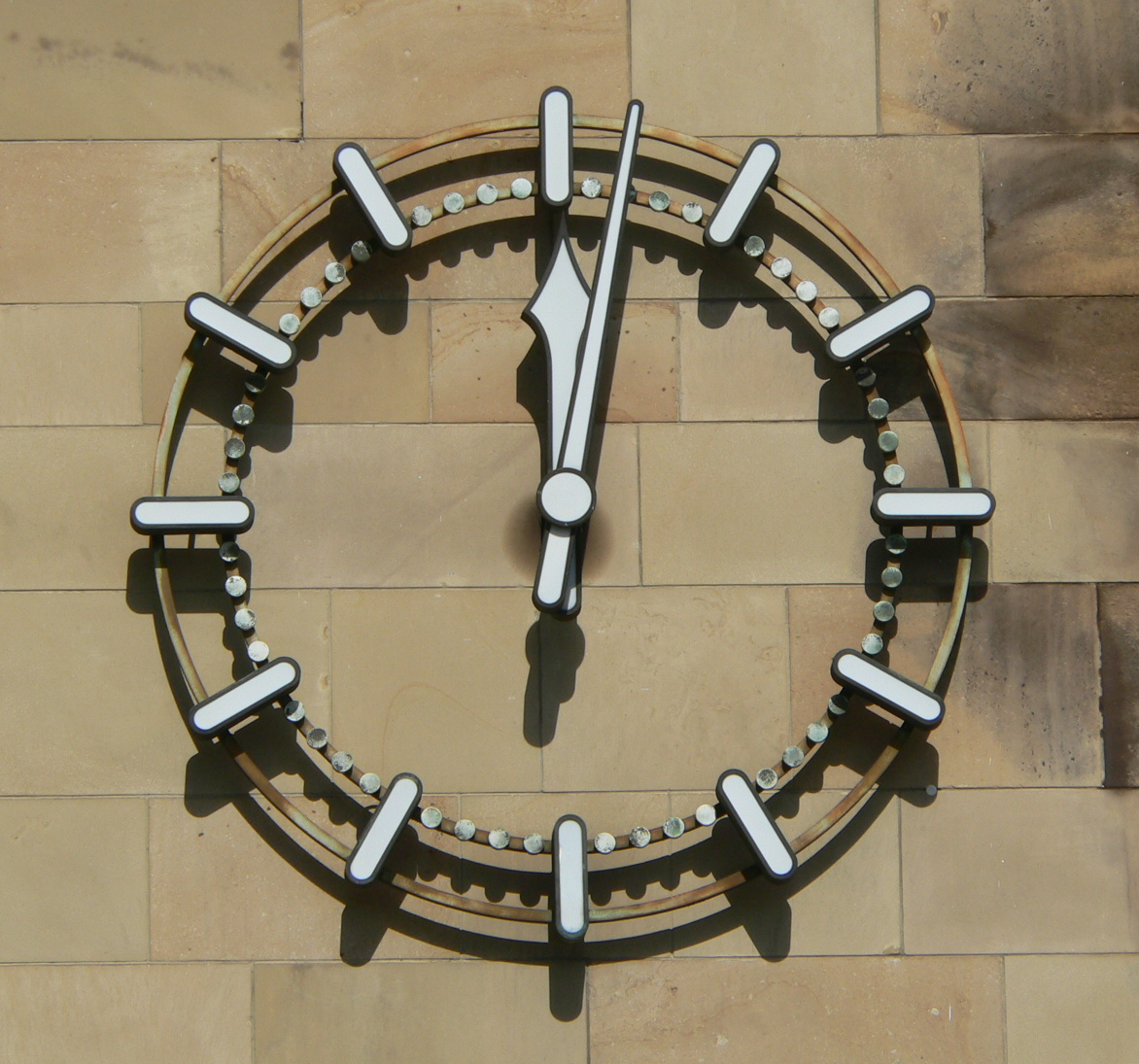
Die markante Bahnhofsuhr ist auf der Stadtseite des Bahnhofsgebäudes angebracht und vom Vorplatz aus sichtbar.

Im Herbst 1958 wurde eine neue Überdachung der Bushaltestelle vor dem Hauptbahnhof errichtet, die von Heinrich Röhm konzipiert worden war. An der Unterstehhalle war insbesondere das 20 m lange und 3,40 m breite Dach bemerkenswert, das in der Literatur als „schnittige flugzeugähnliche Konstruktion“ beschrieben wird. Es ruhte auf fünf Stützpfeilern. Die Überdachung wurde 1980 durch eine wabenförmige Hängekonstruktion ersetzt.

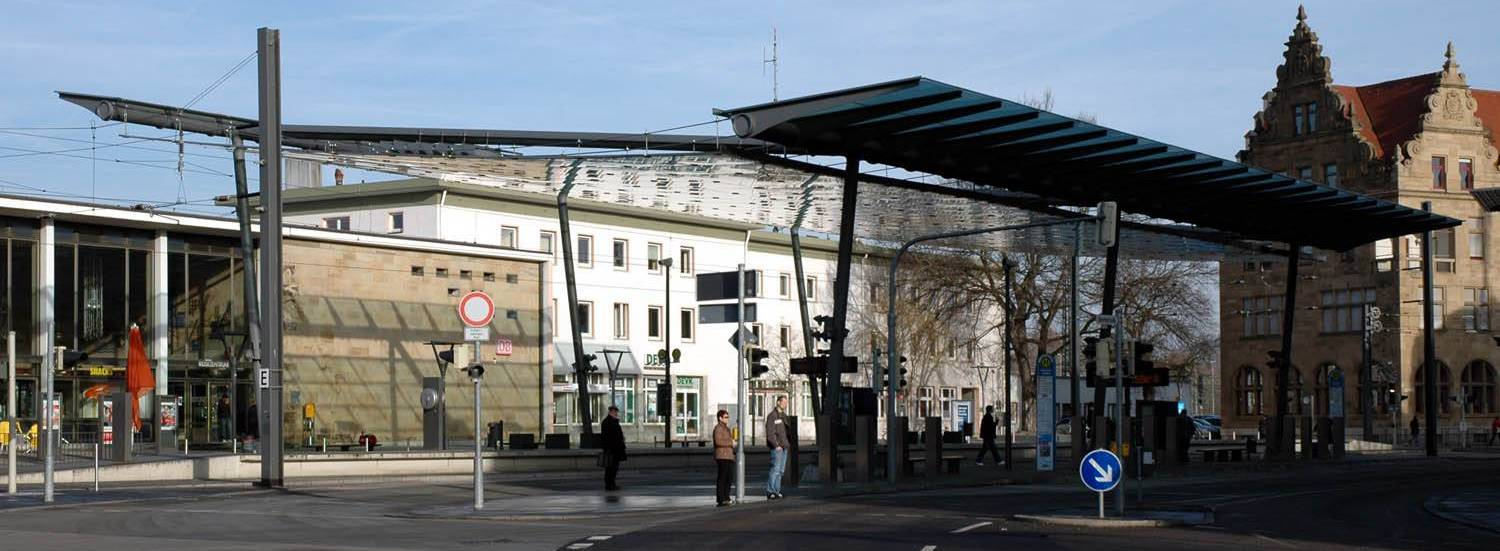
Überdachung der Stadtbahn-Haltestelle auf dem Vorplatz (Dezember 2007)

Im Jahre 2001 wurde für die Haltestelle der Stadtbahn Heilbronn und für den Busverkehr eine neue Überdachung errichtet, die von Fritz Auer, Carlo Weber und Götz Guggenberger entworfen worden war. Das wegen der Stadtbahn-Oberleitung in einer Höhe von acht Metern aufgehängte, leicht geschwungene Dach steigt zum Empfangsgebäude hin an. Durch die Abdeckung mit Glasplatten konnte den denkmalpflegerischen Ansprüchen gegenüber dem Empfangsgebäude Rechnung getragen werden. Das Dach umfasst eine Fläche von 1.100 m² und steht auf sechs Pfeilern.
Im November 2013 beschloss der Heilbronner Gemeinderat, den zuvor unbenannten Bahnhofsvorplatz zukünftig als Willy-Brandt-Platz zu bezeichnen. Offiziell erfolgte dies am 18. Dezember 2013, anlässlich des 100. Geburtstages des ehemaligen deutschen Bundeskanzlers Willy Brandt. Die Haltestellen von Bussen und Stadtbahnen vor dem Bahnhof heißen seit dem Fahrplanwechsel 2013/2014 im Dezember 2013 offiziell Heilbronn Hauptbahnhof/Willy-Brandt-Platz.

## Verkehr
Der Bahnhof ist in der DB-Preisklasse 2 eingestuft.
Als einer von wenigen Großstadtbahnhöfen in Deutschland besaß der Heilbronner Hauptbahnhof bis 2019 keine ständige Anbindung an den Fernverkehr. Zur Bundesgartenschau 2019 in Heilbronn wurde die Stadt seit dem 29. April 2019 erstmals von einem Intercity-Express-Zugpaar bedient, das montags bis freitags Köln und Stuttgart über Heilbronn verbindet. An Wochenenden verkehrte dann samstags ein Intercity aus Mainz/Wiesbaden nach Heilbronn, der sonntags zurückfuhr.
Die überwiegend teilautomatischen Bahnsteigansagen werden heute von der 3S-Zentrale im Mannheimer Hauptbahnhof aus ferngesteuert.

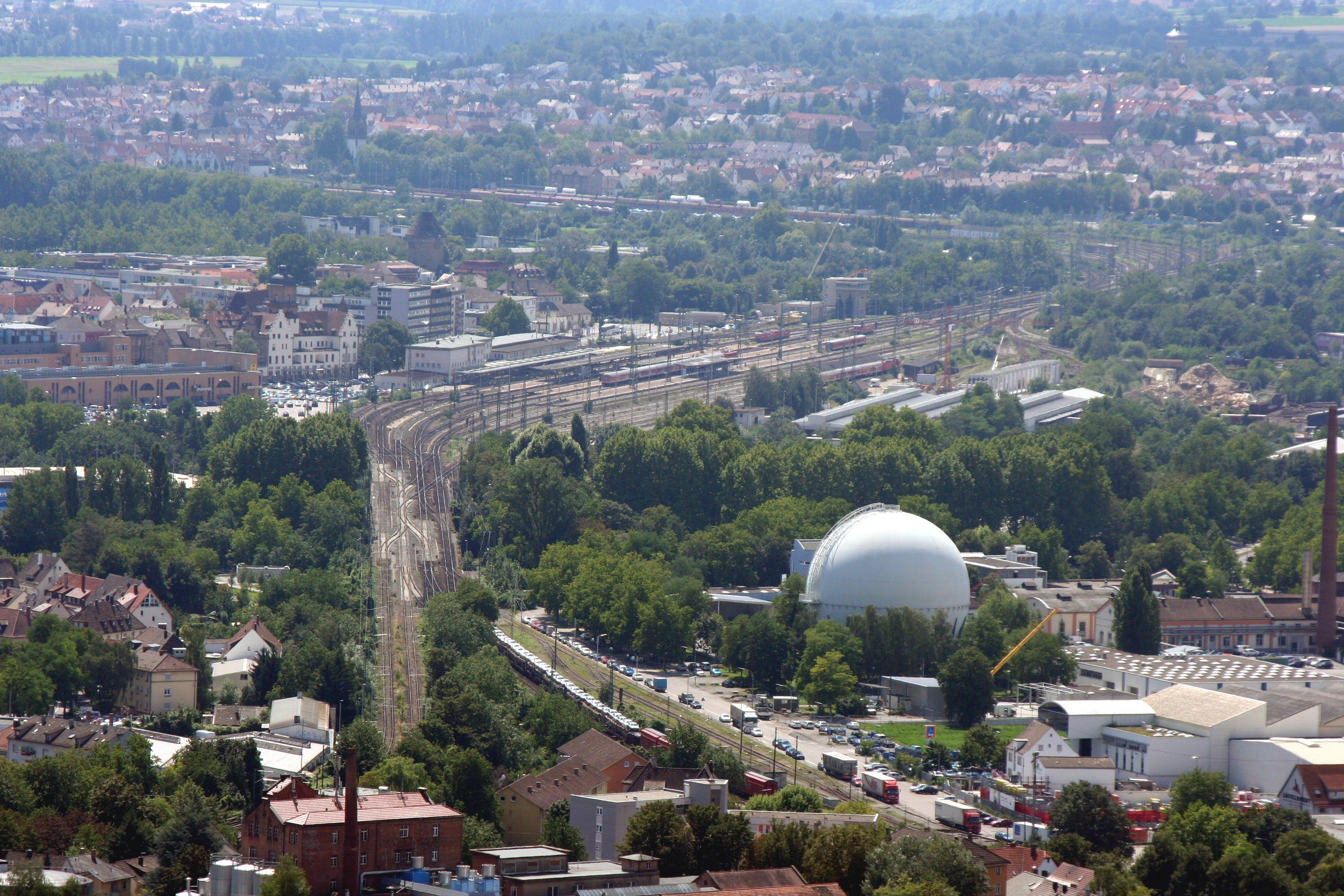
Blick vom Wartberg aus auf die Gleisanlagen des Hauptbahnhofes (im Juli 2007)

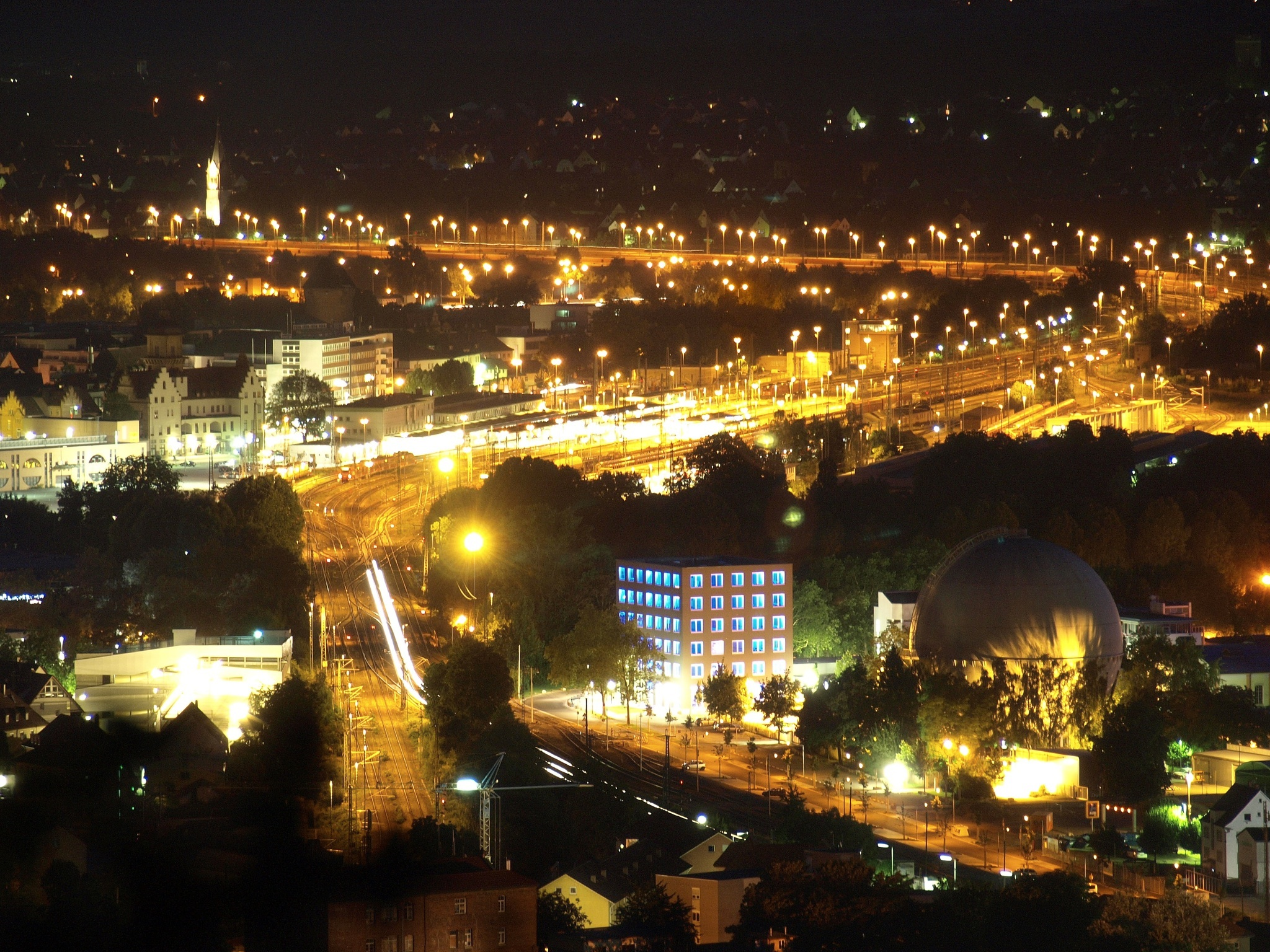
Derselbe Blickwinkel, nachts (2013)

### Fernverkehr

#### Geschichte
In den Jahren 1906 bis 1914 verkehrte der Luxuszug „Paris-Karlsbad-Express“ von und nach Paris aufgrund der Überlastung des Stuttgarter Hauptbahnhofs über Heilbronn. In Richtung Karlsbad erreichte der Zug den Heilbronner Hauptbahnhof um 7:10 Uhr, in Richtung Paris verließ er den Heilbronner Hauptbahnhof um 21:20 Uhr. Der Ausbruch des Ersten Weltkrieges 1914 bereitete dieser Verbindung ein Ende. In den Jahren vor dem Zweiten Weltkrieg führte die Deutsche Reichsbahn einige wichtige Schnellzüge über Heilbronn, da dies die kürzeste Strecke zwischen Stuttgart und Berlin beziehungsweise Hamburg darstellte. So verbanden im Jahr 1934 die Zugpaare D 11/12 und D 15/16 Stuttgart über Heilbronn mit Berlin Anhalter Bahnhof, außerdem verkehrte das Zugpaar D 13/14 zwischen Schaffhausen und Berlin Anhalter Bahnhof. Letzteres führte Kurswagen mit, welche umsteigefreie Verbindungen von Heilbronn nach Rom ermöglichten. Nach Ausbruch des Zweiten Weltkrieges wurde der Schnellzugverkehr zunehmend ausgedünnt. Im Jahr 1941 konnten aber noch Konstanz, Frankfurt am Main und Berlin von Heilbronn aus ohne Umstieg erreicht werden. Jedoch wurde Anfang 1945 der Fernverkehr um Heilbronn kriegsbedingt vollständig eingestellt.
Ab Sommer 1973 bot die Deutsche Bundesbahn sogenannte Schnellzüge des Intercity-Ergänzungssystems (DC) an, welche Heilbronn schnell mit den nächsten Intercity-Bahnhöfen verbanden. Drei DC-Linien mit Halt in Heilbronn wurden gefahren; es handelte sich um die Linie „Frankenland“ (Nürnberg–Saarbrücken), die Linie „Hohenloher Land“ (Nürnberg–Mannheim) und die Linie „Neckarland“ (Würzburg oder Frankfurt–Stuttgart). Da die Nachfrage für die neuen Züge allerdings zu gering war, musste bereits 1975 das Angebot verringert werden, 1978 wurden die DC-Züge komplett eingestellt. Ebenfalls in den 1970er-Jahren verkehrten Kurswagen von Heilbronn nach Paris, die mit den Eilzügen 1555 und 1756 über die Elsenztalbahn befördert wurden und erst im weiteren Verlauf in Fernzüge eingereiht wurden.
1983 und 1984 war der Heilbronner Hauptbahnhof Halt des Trans-Europ-Express (TEE) „Rheingold“. Dessen Flügelzug mit den Zugnummern TEE 16/17 verband München über touristisch interessante und landschaftlich reizvolle Bahnstrecken unter anderem via Heilbronn sowie die Neckartalstrecke mit Mannheim, wo er mit dem eigentlichen Rheingold zusammengeführt wurde und gemeinsam mit diesem bis Amsterdam verkehrte. Somit waren umsteigefreie Verbindungen von Heilbronn bis in die Niederlande möglich. Die in Heilbronn haltenden Züge des Trans-Europ-Express führten sogar einen Clubwagen inklusive Bar mit, in dem kleine Musikaufführungen und touristische Präsentationen stattfanden.
Bis Ende der 1980er-Jahre war Heilbronn Halt zahlreicher Schnellzüge (D). Im Fahrplanjahr 1987 beispielsweise wurden Schnellzüge mit Ziel Wilhelmshaven, Hamburg, Kiel, Passau, Lindau, Nürnberg (alle jeweils ein Mal täglich), Saarbrücken (zwei Mal täglich), Hof (dreimal täglich), Frankfurt am Main (vier Mal täglich) und Stuttgart angeboten. In den folgenden Jahren wurde die Anzahl der Heilbronn bedienenden Schnellzüge schrittweise verringert. Ab dem Fahrplanjahr 1989 verkehrte der D 2196/2197 „Nordsee-Express“ Stuttgart–Westerland (Sylt) über Heilbronn, welches ab 1991 das letzte verbliebene Fernzugpaar war. Mit dem Ende der Schnellzüge wurde der „Nordsee-Express“ im Jahr 1993 durch den Interregio IR 2310/2311 ersetzt, welcher mit Halt in Heilbronn zwischen Emden und Stuttgart verkehrte. Mitte 1996 wurde diese Verbindung gestrichen. Ab 1. Juni 1997 wurde die Interregio-Verbindung „Rennsteig“ über Meiningen angeboten, welche einmal täglich Stuttgart mit Erfurt verband. Während der Expo 2000 in Hannover wurde einmal täglich ein Fernzug von Stuttgart über Heilbronn zum Bahnhof Hannover Messe/Laatzen gefahren. Seit der Einstellung des Interregio „Rennsteig“ zwischen Stuttgart und Erfurt mit den Zugnummern IR 2402/2403 zum 9. Juni 2001 wird Heilbronn nicht mehr von Fernzügen bedient.

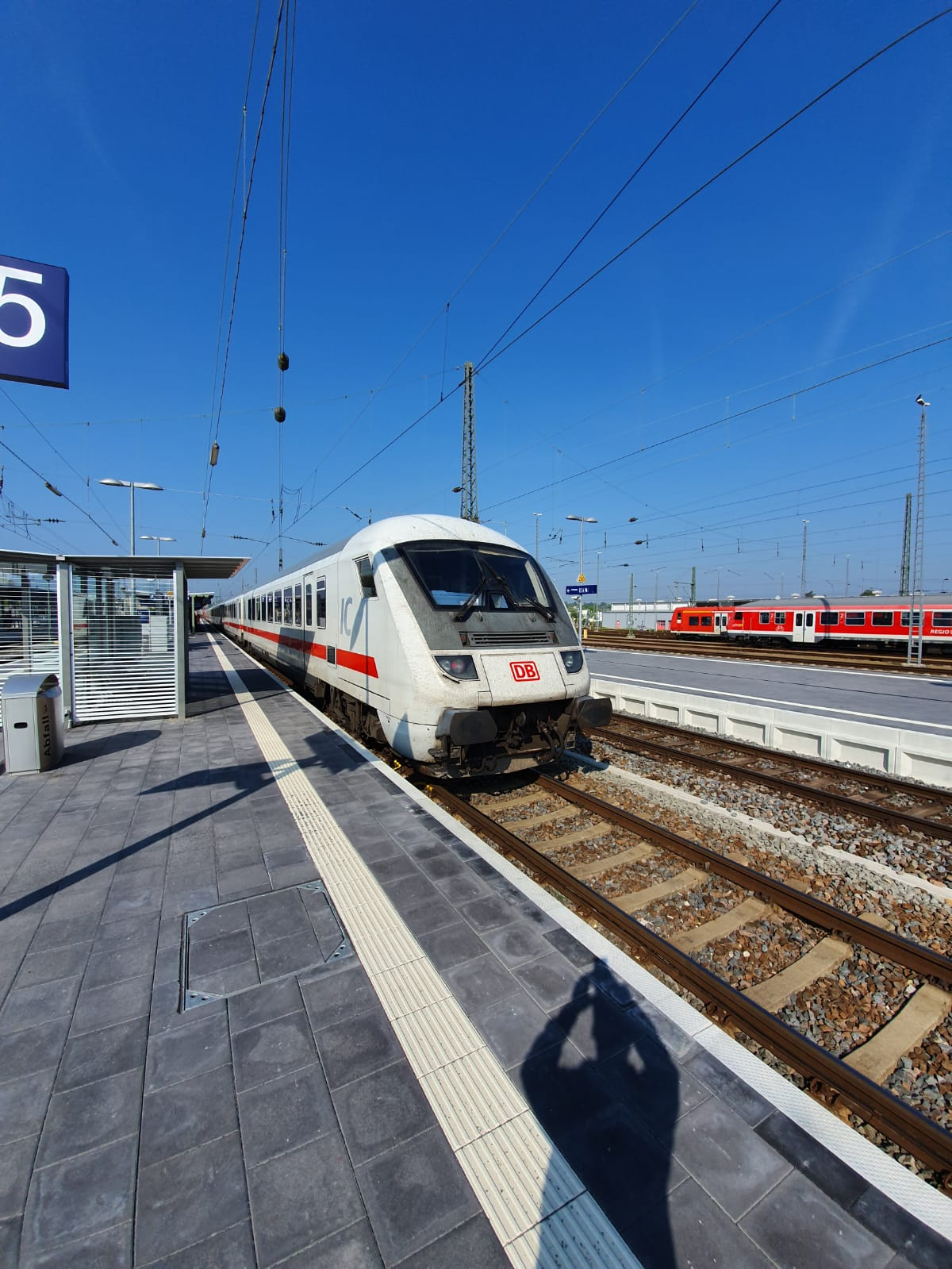
Erster IC in Heilbronn am 1. Mai durch den Feiertag unter der Woche

Das 2014 gegründete Bahnunternehmen derschnellzug.de GmbH mit Sitz in Heilbronn versuchte in den Jahren 2015 und 2016 auf drei Strecken innerhalb Deutschlands einen privaten Fernverkehr anzubieten. Die vorgesehenen Linien D1 von Stuttgart nach Hamburg und D2 von Karlsruhe nach Dresden hätten den Planungen zufolge über Heilbronn verkehren sollen. Ursprünglich war ein Start der Linie D1 für Anfang April 2015 geplant, was dann aber aufgrund einer hohen Streckenbelegung nicht realisiert werden konnte. Auch der nächste vorgesehene Betriebsbeginn für den 13. Dezember 2015 musste verschoben werden. Nachdem der für Mitte März 2016 angekündigte Starttermin aufgrund von Problemen bei der Trassenzuteilung ebenfalls nicht gehalten werden konnte, zog der Hauptinvestor des Projektes seine Zusage zurück. Seitdem blieben weitere Aktivitäten des Unternehmens aus.
Von April bis Oktober 2020 ließ die Deutsche Bahn einen ICE von Stuttgart nach Berlin über Heilbronn verkehren. Grund dafür war die wegen Bauarbeiten gesperrte Schnellfahrstrecke Mannheim–Stuttgart. Dieser ICE hielt zwischen Stuttgart und Berlin nur in Heilbronn und Würzburg. Konkret handelte es sich um den ICE 1098/1099. Vom 31. Juli bis September 2020 wurde dieser ICE bis Ostseebad Binz verlängert.
Bereits zur Bundesgartenschau 2019 wurde Heilbronn temporär von ICE- und IC-Zügen bedient.

#### Gegenwart und Zukunft
Längerfristig – voraussichtlich ab 2028 – wollte die Deutsche Bahn die Stadt zudem mit einer alle zwei Stunden verkehrenden Intercity-Linie von Bamberg über Schweinfurt, Würzburg, Heilbronn, Stuttgart und Reutlingen bis Tübingen anbinden. Allerdings werden diese Pläne seitens der Bahn nicht mehr verfolgt, da die Zahl der Reisenden während der Bundesgartenschau 2019 deutlich unter den Erwartungen lag.

### Regionalverkehr
Stand: 02/2023
| Linie                                       | Strecke | Strecke | Strecke | Takt                 |
| ------------------------------------------- | --- | --- | --- | -------------------- |
| RB 8                                        | (Lauda – Osterburken –) Bad Friedrichshall – Heilbronn – Ludwigsburg – Bietigheim-Bissingen – Stuttgart                                                                     | (Lauda – Osterburken –) Bad Friedrichshall – Heilbronn – Ludwigsburg – Bietigheim-Bissingen – Stuttgart                                                                     | (Lauda – Osterburken –) Bad Friedrichshall – Heilbronn – Ludwigsburg – Bietigheim-Bissingen – Stuttgart                                                                     | vereinzelte Zugpaare |
| RE 8                                        | (Würzburg –) Lauda – Osterburken – Bad Friedrichshall – Heilbronn – Ludwigsburg – Bietigheim-Bissingen – Stuttgart                                                          | (Würzburg –) Lauda – Osterburken – Bad Friedrichshall – Heilbronn – Ludwigsburg – Bietigheim-Bissingen – Stuttgart                                                          | (Würzburg –) Lauda – Osterburken – Bad Friedrichshall – Heilbronn – Ludwigsburg – Bietigheim-Bissingen – Stuttgart                                                          | 60 min               |
| RE 10a                                      | Heilbronn – Bad Friedrichshall | – Mosbach Neckarelz | – Neckargemünd – Heidelberg – Mannheim | 60 min               |
| RE 10b                                      | Heilbronn – Bad Friedrichshall | – Sinsheim | – Neckargemünd – Heidelberg – Mannheim | 60 min               |
| RB 18                                       | Heilbronn – Bad Friedrichshall – Osterburken | Heilbronn – Bad Friedrichshall – Osterburken | Heilbronn – Bad Friedrichshall – Osterburken | vereinzelte Zugpaare |
| RB 18                                       | Heilbronn → Weinsberg → Öhringen | Heilbronn → Weinsberg → Öhringen | Heilbronn → Weinsberg → Öhringen | Ein Zug              |
| RE 80                                       | Heilbronn – Weinsberg – Öhringen – Schwäbisch Hall-Hessental | – Crailsheim | – Crailsheim | 120 min              |
| RB 83                                       | Heilbronn – Weinsberg – Öhringen – Schwäbisch Hall-Hessental | | | 120 min              |
| RE 45                                       | Heilbronn – Eppingen – Bretten – Karlsruhe | Heilbronn – Eppingen – Bretten – Karlsruhe | Heilbronn – Eppingen – Bretten – Karlsruhe | 60 min               |
| MEX 12                                      | Tübingen – Reutlingen – Plochingen – Stuttgart – Ludwigsburg – Bietigheim-Bissingen – Heilbronn (– Bad Friedrichshall                                                       | – Mosbach Neckarelz) | – Mosbach Neckarelz) | 60 min               |
| MEX 18                                      | Tübingen – Reutlingen – Plochingen – Stuttgart – Ludwigsburg – Bietigheim-Bissingen – Heilbronn (– Bad Friedrichshall                                                       | – Osterburken) | – Osterburken) | 60 min               |
| MEX 18                                      | Öhringen → Heilbronn → Bietigheim-Bissingen → Ludwigsburg → Stuttgart → Plochingen → Reutlingen → Tübingen                                                                  | Öhringen → Heilbronn → Bietigheim-Bissingen → Ludwigsburg → Stuttgart → Plochingen → Reutlingen → Tübingen                                                                  | Öhringen → Heilbronn → Bietigheim-Bissingen → Ludwigsburg → Stuttgart → Plochingen → Reutlingen → Tübingen                                                                  | Ein Zug              |
| Auf dem Bahnhofsvorplatz/Willy-Brandt-Platz | | | |                      |
| S 4                                         | ((Karlsruhe – Bretten – Eppingen –) Schwaigern – Leingarten –) Heilbronn Hbf/Willy–Brandt–Platz (– Heilbronn Pfühlpark (– Weinsberg (– Willsbach – Eschenau (– Öhringen)))) | ((Karlsruhe – Bretten – Eppingen –) Schwaigern – Leingarten –) Heilbronn Hbf/Willy–Brandt–Platz (– Heilbronn Pfühlpark (– Weinsberg (– Willsbach – Eschenau (– Öhringen)))) | ((Karlsruhe – Bretten – Eppingen –) Schwaigern – Leingarten –) Heilbronn Hbf/Willy–Brandt–Platz (– Heilbronn Pfühlpark (– Weinsberg (– Willsbach – Eschenau (– Öhringen)))) | 20 – 30 min          |
| S 41                                        | Heilbronn Hbf/Willy-Brandt-Platz – Neckarsulm – Bad Friedrichshall | – Mosbach-Neckarelz (– Mosbach) | – Mosbach-Neckarelz (– Mosbach) | 60 min               |
| S 42                                        | Heilbronn Hbf/Willy-Brandt-Platz – Neckarsulm – Bad Friedrichshall | – Bad Rappenau (– Sinsheim) | – Bad Rappenau (– Sinsheim) | 30 min               |

Dadurch entsteht auf dem Abschnitt Heilbronn – Stuttgart sowie Heilbronn – Bad Friedrichshall (ohne S 41 und S 42) ein 20-Minuten-Takt.
Mindestens bis Dezember 2031 wird die Westfrankenbahn, eine Tochter der Deutschen Bahn, den Zugverkehr auf der Hohenlohebahn zwischen Heilbronn und Crailsheim betreiben. Seit Dezember 2019 werden die Regionalexpress-Züge unter der Woche alle 60 min (statt bisher nur alle 120 min) verkehren und zusätzlich in Willsbach und Wackershofen halten, zudem wird eine neue Verbindung spätabends eingerichtet. Eingesetzt werden sollen modernisierte Dieseltriebwagen der Baureihe 642, die dann auch Steckdosen und kostenfreies WLAN bereitstellen werden.
Neben den Stadtbahnen der Linie S 4 verkehren seit Dezember 2022 auf der Kraichgaubahn schnellere Regionalexpress-Verbindungen zwischen Heilbronn und Karlsruhe. In einem Stundentakt werden bei einer Fahrzeit von 70 Minuten beide Hauptbahnhöfe miteinander verbunden. Betreiber dieser Verbindung ist DB Regio, diese setzen Züge vom Typ Alstom Coradia Continental ein.

### Stadtbuslinien
Die Verkehrsbetriebe der Stadtwerke Heilbronn betreiben ein dichtes Netz an Stadtbuslinien.
| Linie | Verlauf |
| ----- | --- |
| 1     | Klingenberg – Böckingen – Hauptbahnhof/Willy-Brandt-Platz – Rathaus – Harmonie – Pfühlpark – Rampachertal / – Trappensee ( – Jägerhaus – Waldheide)           |
| 5     | (Hochschule – Bahnhof Sontheim – ) Böckingen – Hauptbahnhof/Willy-Brandt-Platz – Rathaus – Harmonie – Europaplatz – Industrieplatz                            |
| 8     | Biberach – Frankenbach – Schanz Nord – Hauptbahnhof/Willy-Brandt-Platz – Hafenamt – Zukunftspark – Containerterminal – Neckargartach – Böllinger Höfe         |
| 10    | Frankenbach – / Schanz Süd – Klinikum Heilbronn – Hauptbahnhof/Willy-Brandt-Platz – Rathaus – Allee Post – Hohenstaufenstraße – Herbert-Hoover-Siedlung       |
| 12    | Neckargartach – Europaplatz – Harmonie – Rathaus – Hauptbahnhof/Willy-Brandt-Platz – Hafenamt – Zukunftspark – Containerterminal – Neckargartach              |
| 13    | Allee Post – Rathaus – Hauptbahnhof/Willy-Brandt-Platz – Berufsschulzentrum (Haselter) – Ziegeleipark – Westfriedhof                                          |
| 6X    | Flein – Sommerhöhe – Hessenhof – Südbahnhof – Allee Post – Rathaus – Hauptbahnhof/Willy-Brandt-Platz – Schanz Nord – Frankenbach – Kirchhausen/Böllinger Höfe |
| FW1   | Horkheim – Sontheim – Heilbronn Südbahnhof – Heilbronn Käferflug – Heilbronn Rathaus – Hauptbahnhof/Willy-Brandt-Platz                                        |
| FW2   | Neckargartach – Frankenbach – Böckingen – Heilbronn Theresienwiese – Hauptbahnhof/Willy-Brandt-Platz                                                          |

### Regionalbuslinien
Vom südwestlich des Bahnhofs gelegenen Busbahnhof fahren zahlreiche Regionalbuslinien ab, die zum überwiegenden Teil von DB Regiobus Stuttgart betrieben werden. Aufgrund einer Erweiterung der Wagenhalle für Stadtbahnen unmittelbar neben dem Busbahnhof sowie des zuletzt eher unbefriedigenden Zustandes der Haltestellenanlage soll diese 2018 umgebaut werden. Im Zuge dessen werden zunächst provisorisch fünf Haltebuchten für Regionalbusse mit Sitzgelegenheiten und Überdachungen sowie eine neue Buswendeschleife entlang der westlichen Bahnhofstraße entstehen. Alter und zukünftiger Standort des Busbahnhofes liegen so nur wenige Meter voneinander entfernt.
| Linie | Verlauf |
| ----- | --- |
| 631   | Heilbronn Hbf/Busbahnhof – Heilbronn Rathaus – Weingärtnergenossenschaft – Erlenbach – Binswangen                                                                           |
| 641   | Heilbronn Hbf/Busbahnhof – Heilbronn Rathaus – Heilbronn Hochschule – Flein – Schozach – Ilsfeld – Auenstein – Helfenberg – Söhlbach – Beilstein ( – Marbach am Neckar)     |
| 642   | Heilbronn Hbf/Busbahnhof – Heilbronn Rathaus – Donnbronn – Untergruppenbach – Abstatt – Auenstein – Beilstein                                                               |
| 644   | (Heilbronn Hbf/Busbahnhof – ) Beilstein – Billensbach – Etzlenswenden – Stocksberg – Prevorst                                                                               |
| 645   | Heilbronn Hbf/Busbahnhof – Heilbronn Rathaus – Donnbronn – Untergruppenbach – Happenbach – Unterheinriet – Oberheinriet ( – Vorhof)                                         |
| 651   | Heilbronn Hbf/Busbahnhof – Heilbronn Rathaus – Flein – Rauher Stich – Talheim – Neckarwestheim ( – Lauffen am Neckar / – Kirchheim am Neckar)                               |
| 660   | Heilbronn Hbf/Busbahnhof – Nordheim – Dürrenzimmern – Brackenheim |
| 661   | Heilbronn Hbf/Busbahnhof – Heilbronn Rathaus – Heilbronn-Klingenberg – Nordheim – Nordhausen – Dürrenzimmern – Brackenheim – Güglingen – Zaberfeld – Leonbronn – Ochsenburg |
| 662   | Heilbronn Hbf/Busbahnhof – Heilbronn Rathaus – Heilbronn-Klingenberg – Nordheim – Nordhausen – Hausen an der Zaber – Dürrenzimmern – Brackenheim                            |
| 669   | Lauffen am Neckar → Heilbronn-Sontheim → Heilbronn Hochschule → Heilbronn Rathaus → Heilbronn Hbf/Willy-Brandt-Platz                                                        |
| 683   | (Heilbronn Hbf/Busbahnhof – ) Bonfeld – Fürfeld – Kirchardt – Gemmingen |

### Individualverkehr

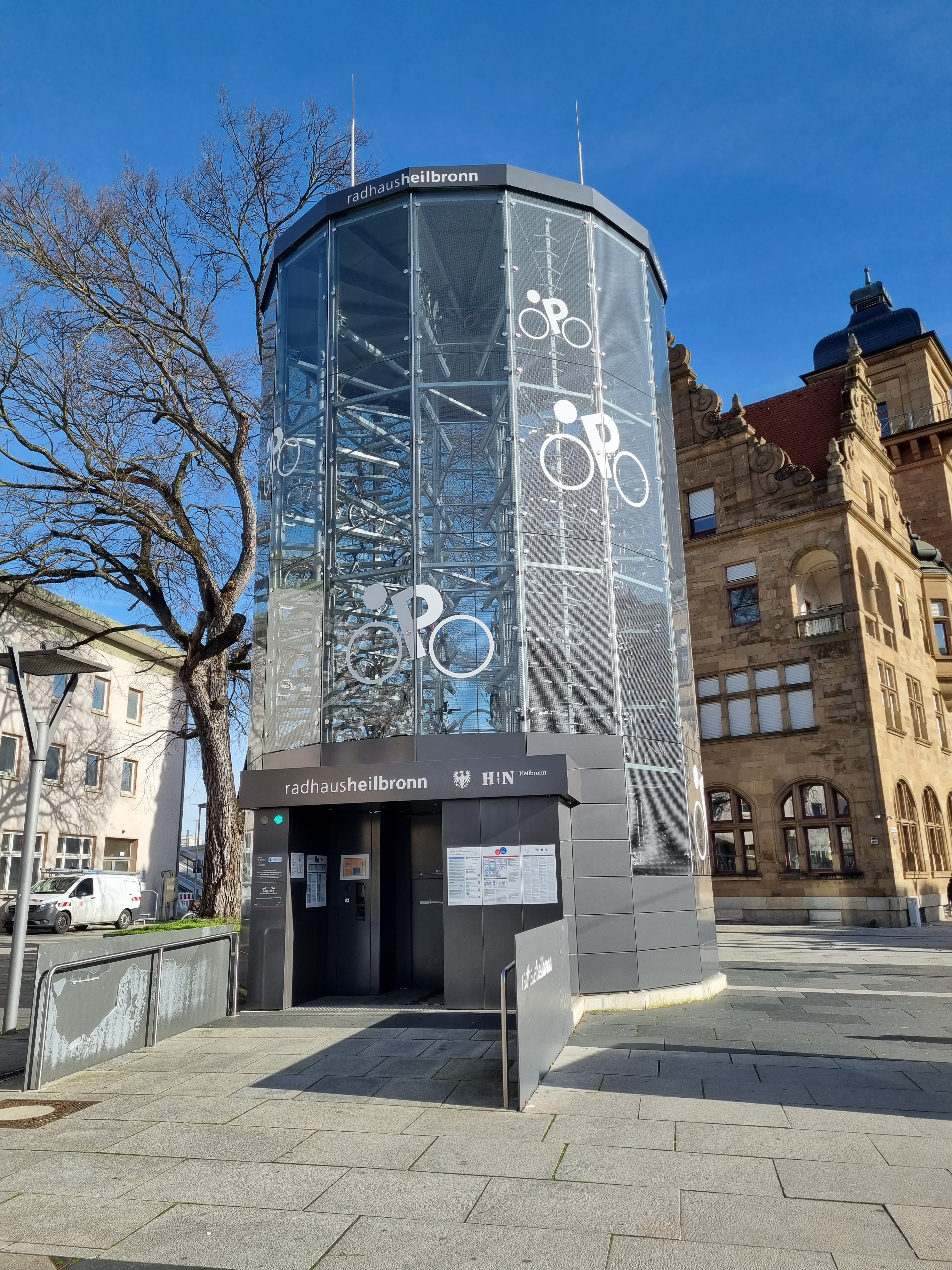
Radhaus auf dem Vorplatz

Die DB BahnPark betreibt für Autofahrer nordöstlich des Bahnhofs einen rund um die Uhr geöffneten, kostenpflichtigen Parkplatz mit 511 Stellplätzen. Weitere Stellplätze bestehen zwischen der Bahnhofstraße und der Frankfurter Straße und im nahegelegenen Parkhaus experimenta.
An der südlichen Stirnseite des Bahnhofsgebäudes unmittelbar neben dem Taxistandplatz und auf dem Bahnhofsparkplatz bietet Flinkster zudem die Möglichkeit zum Carsharing.
Für den Radverkehr existiert ein automatisches Parkhaus auf dem Vorplatz mit etwa 120 Plätzen.

## Sicherheit
Nördlich schließt sich an das Gebäude des Bahnhofs das Bundespolizeirevier Heilbronn an, welches unter anderem für die Sicherheit an Bahnhöfen und Bahnanlagen in und um Heilbronn zuständig ist. Zudem wird an mehreren Stellen im Hauptbahnhof darauf hingewiesen, dass die Station zur Sicherheit der Reisenden rund um die Uhr kameraüberwacht wird. Auch einige ab Heilbronn verkehrende Fahrzeuge – wie etwa die Stadtbahnen – sind aus Sicherheitsgründen videoüberwacht.
Vom baden-württembergischen Innenministerium wurden in der Vergangenheit Zahlen der Polizei Baden-Württemberg zur Kriminalität am Heilbronner Hauptbahnhof veröffentlicht. Für das Jahr 2014 weist eine Stellungnahme 94 begangene Straftaten für den Hauptbahnhof aus, die Aufklärungsquote lag im selben Jahr bei 81,9 %. Ein Jahr später, 2015, verringerte sich die Anzahl der Fälle auf 88 Stück, von denen 80,7 % aufgeklärt wurden. Im Folgejahr 2016 ging die Anzahl der Straftaten deutlich auf 52 Delikte zurück. 86,5 % dieser Fälle konnten aufgeklärt werden. Die Tendenz für das Jahr 2017 wies eine weiter rückläufige Zahl an Straftaten auf. Ausschließlich von der Bundespolizei bearbeitete Fälle gingen allerdings nicht in die vom Landesministerium veröffentlichte Statistik ein.
Im Rahmen des 3-S-Konzeptes („Service, Sicherheit und Sauberkeit“) der Deutschen Bahn besaß der Heilbronner Hauptbahnhof bis zum 1. August 2007 eine eigene 3-S-Zentrale. Nach deren Schließung ist heute die 3-S-Zentrale in Mannheim für den Heilbronner Hauptbahnhof mitverantwortlich.